# Gabriel Diniz
José Gabriel de Souza Diniz (Campo Grande, 18 de outubro de 1990 — Estância, 27 de maio de 2019), mais conhecido como Gabriel Diniz, foi um cantor e compositor brasileiro.

## Biografia e carreira
Natural de Campo Grande, ainda quando bebê mudou-se com a família para João Pessoa, na Paraíba, onde foi criado. Gabriel Diniz iniciou a sua carreira como músico cantando em algumas festas na UFCG, onde estudava engenharia elétrica. Reuniu-se com amigos da escola e criou uma banda de garagem, se tornando a sensação entre a juventude da cidade. Esses foram os primeiros passos da caminhada do cantor que, a partir daí, foi visto pelos empresários locais da música e foi convidado para ser vocalista de uma banda, de fato, comercial.
Aos 19 anos, se consolidou na cena nordestina com a banda Forró na Farra, em João Pessoa, pela produtora Luan Promoções e Evento, também responsável por gerir as carreiras de Wesley Safadão, Luan Santana, Zezé Di Camargo & Luciano, entre outros artistas. O sucesso marcado com a sua voz foi "O Show Terminou". A banda Forró na Farra, comandada pelo "Playboyzão" (como era conhecido), Gabriel Diniz deu início às atividades em 11 de março de 2011, na casa de shows The Pub, no qual teve um pequeno registro em vídeo. Além do grupo, Gabriel Diniz liderou os grupos de forró eletrônico Capim com Mel e Cavaleiros do Forró. A última, criada em 2001, conquistou mais de dois milhões de álbuns vendidos e é considerada um dos maiores fenômenos musicais do Nordeste. O cantor foi vocalista do grupo entre os anos de 2010 e 2011 e embalou com a canção “Só Quem Amou”.
Em sua carreira solo, o cantor possui seis álbum lançados: GD At The Park (Ao Vivo) (2016), GD Live (Ao Vivo) (2016), GD Verão (2016), GD (2017), Gabriel Diniz Na Ilha (Ao Vivo) (2018) e À Vontade (2019). Com o sucesso, Gabriel Diniz gravou ao lado de grandes artistas da atual cena sertaneja, entre eles Wesley Safadão ("Quem Chorava Hoje Ri"), Simone & Simaria ("Só Dá Nós Dois"), Gusttavo Lima ("É Hora de Dar Tchau") e Jorge & Mateus ("Paraquedas"). Durante sua carreira solo, o cantor lançou três álbuns de estúdio, GD Verão, GD e À Vontade, e três discos ao vivo, GD At The Park, GD Live e Gabriel Diniz Na Ilha. Seu outro sucesso mais recente, lançado em fevereiro, foi "Safadezinha".
Seu estilo musical, uma mistura de forró estilizado com a swingueira (pagode baiano), chamava a atenção do público. Gabriel Diniz inovou ao dar destaque à percussão no forró, com o uso preponderante das congas, repiniques e surdos em suas músicas. O "Swing do GD" era como o cantor chamava seu repertório mais swingado, faixas como: Vamos pra boate, Minha cara de preocupação, Sabe de nada inocente, Balança e Wiggle wiggle são exemplos do estilo inovador do cantor.
Criado no nordeste, tinha como sua raiz musical o forró. Na maioria do seus shows, principalmente na época do São João, seu repertório final era composto por vários pot-pourri de forró pé de serra, xote, vaquejada e forró das antigas (termo utilizado para se referir a bandas de forró dos anos 90 e 2000, como Mastruz com Leite). Essa parte do show era chamada pelo próprio como "Forrozão das Encomendas" em homenagem ao amigo e influenciador Galeguinho das Encomendas. Vários pot-pourri ficaram conhecidos pelos fãs, como o da banda Magníficos, banda Forrozão Tropykália e do cantor Luiz Gonzaga.
Além das combinações sonoras, Gabriel Diniz apresentava um visual autêntico. Numa entrevista a Rolling Stone, o cantor disse: "Veja artistas grandes como Michael Jackson, Elvis Presley, Freddie Mercury. Eles eram assim. Essa percepção mudou um pouco após os anos 1980, mas eu continuo achando que cantor tem que brilhar mesmo, causar encantamento no fã, é disso que o povo gosta". Tornou-se nacionalmente conhecido pelo single "Jenifer", o qual ficou em primeiro lugar entre as canções mais tocadas nas rádios e nas paradas de streaming do Brasil, consolidando-se como o hit do verão de 2019. A canção, segundo o Escritório Central de Arrecadação e Distribuição, foi a música mais tocada no Carnaval de 2019. No YouTube, o vídeo da canção conta com mais de 307 milhões de visualizações, ao mês de março de 2020.

## Morte
Após realizar uma apresentação na cidade de Feira de Santana, na Bahia, Gabriel seguiu em destino a Maceió, Alagoas, para se encontrar com os pais e comemorar o aniversário da namorada, que coincidentemente completava 25 anos. O monomotor, entretanto, caiu em Estância, no sul de Sergipe, assim causando a morte do cantor, do piloto Abraão Farias e do copiloto Linaldo Xavier Rodrigues. Médicos do Instituto Médico Legal confirmaram que o impacto da queda foi responsável pela morte das vítimas, o que ocasionou diversos traumatismos torácicos, traumatismos abdominais e traumatismos cranianos.
Segundo apontamentos iniciais, a aeronave Piper Cherokee PT-KLO não poderia operar voos privados ou táxi aéreo. De acordo com os registros da Agência Nacional de Aviação Civil, o avião era destinado exclusivamente às atividades de "instrução, adestramento de voo por aeroclubes, clubes ou escolas de aviação civil". A Aeronáutica, portanto, afirmou que as causas do acidente seriam investigadas. O velório ocorreu no Ginásio Poliesportivo Ronaldo Cunha Lima, na Paraíba, e o enterro em João Pessoa, restrito para familiares e amigos. A morte do artista repercutiu nacional e internacionalmente, incluindo veículos como Billboard, Clarín, Daily Mail, New York Daily News, People, The Sun, Daily Star, NME e AOL.
Quase um ano após o acidente, a ANAC concluiu que o avião que caiu com Gabriel Diniz fazia táxi aéreo ilegal no Aeroclube de Alagoas e não podia fazer transporte remunerado de pessoas. A investigação foi encaminhada à Polícia Federal.

## Discografia

### Álbuns de estúdio
| Álbum     | Detalhes |
| --------- | --- |
| GD Verão  | - Lançamento: 8 de novembro de 2016 - Plataforma: CD, download digital, streaming - Gravadora: Sim Music        |
| GD        | - Lançamento: 1 de setembro de 2017 - Plataforma: CD, download digital, streaming - Gravadora: Sim Music        |
| À Vontade | - Lançamento: 1 de fevereiro de 2019 - Plataforma: CD, download digital, streaming - Gravadora: Universal Music |

### Álbuns ao vivo
| Álbum                 | Detalhes |
| --------------------- | --- |
| GD At The Park        | - Lançamento: 27 de fevereiro de 2016 - Plataforma: DVD, download digital, streaming - Gravadora: Gabriel Diniz |
| GD Live               | - Lançamento: 12 de abril de 2016 - Plataforma: DVD, download digital, streaming - Gravadora: Sim Music         |
| Gabriel Diniz Na Ilha | - Lançamento: 16 de março de 2018 - Plataforma: DVD, download digital, streaming - Gravadora: Universal Music   |

### Extended plays (EPs)
| Álbum                   | Detalhes                                                                                            |
| ----------------------- | --------------------------------------------------------------------------------------------------- |
| GD Trilogia             | - Lançamento: 20 de agosto de 2016 - Plataforma: Download digital, streaming - Gravadora: Sim Music |
| Gabriel Diniz           | - Lançamento: 5 de abril de 2017 - Plataforma: - Gravadora: Sim Music                               |
| Ao Vivo no Villa Mix SP | - Lançamento: 12 de junho de 2017 - Plataforma: Download digital, streaming - Gravadora: Sim Music  |

### Singles

#### Como artista principal
| Título                                                                                  | Ano  | Melhores posições | Certificações     | Álbum                         |
| Título                                                                                  | Ano  | BRA               | Certificações     | Álbum                         |
| --------------------------------------------------------------------------------------- | ---- | ----------------- | ----------------- | ----------------------------- |
| "Cara de Preocupação"                                                                   | 2014 | —                 |                   | GD At The Park                |
| "Tá Online, Tá Solteira" (part. Forró na Farra)                                         | 2015 | —                 |                   | Não adicionado a nenhum álbum |
| "Amor de Copo" (part. Cristiano Araújo)                                                 | 2015 | —                 |                   | GD At The Park                |
| "Coração Teimoso"                                                                       | 2016 | —                 |                   | GD Trilogia                   |
| "Paraquedas" (part. Jorge & Mateus)                                                     | 2016 | 59                |                   | Não adicionado a nenhum álbum |
| "Acabou Acabou" (part. Wesley Safadão)                                                  | 2017 | 38                | - PMB: 2× Platina | Gabriel Diniz Na Ilha         |
| "Erro Preferido"                                                                        | 2018 | —                 |                   | Gabriel Diniz Na Ilha         |
| "A Casa Chora" (part. Maiara & Maraisa)                                                 | 2018 | 45                |                   | Gabriel Diniz Na Ilha         |
| "Jenifer"                                                                               | 2018 | 13                |                   | À Vontade                     |
| "Safadezinha"                                                                           | 2019 | —                 |                   | À Vontade                     |
| "Teus Olhos"                                                                            | 2019 | —                 |                   | À Vontade                     |
| "—" denota singles que não entraram nas paradas musicais ou não foram lançados no país. |      |                   |                   |                               |

#### Como artista convidado
| Título                                                                                  | Ano  | Melhores posições | Álbum                         |
| Título                                                                                  | Ano  | BRA               | Álbum                         |
| --------------------------------------------------------------------------------------- | ---- | ----------------- | ----------------------------- |
| "Parou na Posição" (Lincoln & Duas Medidas part. Gabriel Diniz)                         | 2017 | —                 | Não adicionado a nenhum álbum |
| "Anjo Sem Asas" (Douglas Patricio part. Gabriel Diniz)                                  | 2018 | —                 | Não adicionado a nenhum álbum |
| "Solta o Solinho" (Tatah Santana part. Gabriel Diniz)                                   | 2018 | —                 | Não adicionado a nenhum álbum |
| "Nunca Vai Ser Eu" (Rafa Mesquita part. Gabriel Diniz)                                  | 2018 | —                 | Não adicionado a nenhum álbum |
| "Todo Mundo Bebo" (Gustavo Moura & Rafael part. Gabriel Diniz)                          | 2018 | —                 | Não adicionado a nenhum álbum |
| "Escultor da Fé" (Adhemar Rocha part. Gabriel Diniz)                                    | 2018 | —                 | Não adicionado a nenhum álbum |
| "Anjo Sem Asa" (Felipe Warley part. Gabriel Diniz)                                      | 2018 | —                 | Não adicionado a nenhum álbum |
| "Partiu Paris" (Diego & Júnior part. Gabriel Diniz)                                     | 2018 | —                 | Não adicionado a nenhum álbum |
| "Comando da Salazar" (Silvana Salazar part. Gabriel Diniz)                              | 2018 | —                 | Não adicionado a nenhum álbum |
| "Choque de Realidade" (Larissa e Laura part. Gabriel Diniz)                             | 2018 | —                 | Não adicionado a nenhum álbum |
| "Tipo Solta" (Funk Samba Club part. Gabriel Diniz)                                      | 2018 | —                 | Não adicionado a nenhum álbum |
| "Vale Recaída" (Romim Mata part. Gabriel Diniz)                                         | 2018 | —                 | Romim Mata Diferente          |
| "Festinha Lá Em Casa" (Eric Land part. Gabriel Diniz)                                   | 2018 | —                 | Não adicionado a nenhum álbum |
| "Jeito de Ser" (Dorgival Dantas part. Gabriel Diniz)                                    | 2018 | —                 | Minha Música, Minha História  |
| "Liga e Chora" (Lauana Prado part. Gabriel Diniz)                                       | 2018 | —                 | Verdade                       |
| "Impasse" (Albinha & Nayana part. Gabriel Diniz)                                        | 2019 | —                 | As Morenas                    |
| "Fígado de Aço" (John Geração part. Gabriel Diniz)                                      | 2019 | —                 | Fígado de Aço                 |
| "—" denota singles que não entraram nas paradas musicais ou não foram lançados no país. |      |                   |                               |

### Outras aparições
| Título                                                           | Ano  | Álbum                           |
| ---------------------------------------------------------------- | ---- | ------------------------------- |
| "Vai Confiar em Mim?" (Banda Musa part. Gabriel Diniz)           | 2014 | Te Amar                         |
| "Magrinho Delicioso" (DJ Elvis part. Gabriel Diniz)              | 2015 | Seresta de Luxo                 |
| "Pano de Chão" (Israel Novaes part. Gabriel Diniz)               | 2015 | Forró do Israel                 |
| "Só Dá Nós Dois" (Simone & Simaria part. Gabriel Diniz)          | 2016 | Bar das Coleguinhas             |
| "Quem Chorava Hoje Ri" (Wesley Safadão part. Gabriel Diniz)      | 2016 | Em Casa                         |
| "Sou Teu" (Tayrone part. Gabriel Diniz)                          | 2017 | Ao Vivo no Carnaval de Juazeiro |
| "Coração Teimoso" (Ramon Schnayder part. Gabriel Diniz)          | 2017 | Energia do Bem                  |
| "Bagaceira" (Seu Maxixe part. Gabriel Diniz)                     | 2017 | Duetos                          |
| "Boquinha de Açucar" (Fávio Pizada Quente part. Gabriel Diniz)   | 2017 | Meu Paredão                     |
| "Mãozinha pra Cima" (Talis e Welinton part. Gabriel Diniz)       | 2017 | Os Mineiro Tão Chegando         |
| "Beijinho de Brincadeira" (Luíza & Maurílio part. Gabriel Diniz) | 2019 | Segunda Dose                    |

## Prêmios e indicações
| Ano  | Prêmio                                | Categoria       | Nomeação      | Resultado | Ref.   |
| ---- | ------------------------------------- | --------------- | ------------- | --------- | ------ |
| 2019 | Prêmio Multishow de Música Brasileira | Melhor Cantor   | Gabriel Diniz | Indicado  | [ 34 ] |
| 2019 | Prêmio Multishow de Música Brasileira | Melhor Música   | "Jenifer"     | Indicado  | [ 34 ] |
| 2019 | Prêmio Multishow de Música Brasileira | Música Chiclete | "Jenifer"     | Indicado  | [ 34 ] |
| 2019 | Melhores do Ano                       | Música do Ano   | "Jenifer"     | Indicado  | [ 35 ] |
| 2019 | MTV Millenial Awards Brasil           | Hino do Karaokê | "Jenifer"     | Venceu    | [ 36 ] |